# Окунь (дворянский род)
Окунь (пол. Kategoria:Okuniowie herbu Belina‎) — дворянский род гербов Белина и собственного.
Происходят из Равской земли. Матвей—Станислав Окунь владел имением Ковесы-Былины, которое в 1693 году продано им и сыновьями его Франциском и Станиславом Ивану Шимановскому.

## Описание герба
В поле зелёном держава серебряная, а на ней остриём вверх дважды перекрещённая острога.
Точного описания герба не сохранилось.